# Newtown, Powys
Newtown (walesiska: Y Drenewydd) är en ort i Storbritannien.   Den ligger i kommunen Powys och riksdelen Wales, i den södra delen av landet, 240 km nordväst om huvudstaden London. Newtown ligger 111 meter över havet och antalet invånare är 12 783.
Terrängen runt Newtown är kuperad söderut, men norrut är den platt. Newtown ligger nere i en dal. Runt Newtown är det ganska tätbefolkat, med 52 invånare per kvadratkilometer. Newtown är det största samhället i trakten. Trakten runt Newtown består i huvudsak av gräsmarker.